# Johannes Tonckens (1863-1936)
Johannes Tonckens (Westervelde, 29 april 1863 - Eelde, 2 november 1936) was een Nederlands politicus.

## Leven en werk
Tonckens was een zoon van de burgemeester van Norg mr. Johannes Tonckens en Henderika Borgesius. Hij werd geboren in het Huis te Westervelde. Hij studeerde rechten aan de universiteit van Groningen en promoveerde aldaar in 1889. Hij werd in 1891 benoemd tot burgemeester van de gemeente Zweeloo en in 1895 van de gemeente Eelde. Zijn jongere broers Eltje Jacob en Egbertus Roelinus werden evenals hun vader burgemeester van Norg. Tonckens volgde in 1904 zijn vader op als lid van Provinciale Staten van Drenthe.
Tonckens huwde tweemaal: op 7 maart 1894 met Rika Uden Masman, dochter van de predikant Dirk Theodorus Uden Masman en op 23 oktober 1899 met Sientje Jensema. Uit het tweede huwelijk werden drie kinderen geboren.